# Březí (Zhoř)
Březí (německy Bries) je malá vesnice, část obce Zhoř v okrese Písek v Jihočeském kraji. Nachází se asi 1,5 kilometru západně od Zhoře. Je zde evidováno 31 adres. V roce 2011 zde trvale žilo třicet obyvatel.
Březí leží v katastrálním území Březí u Milevska o rozloze 1,84 km².

## Historie
První písemná zmínka o vesnici pochází z roku 1488.
Vpravo od silnice do Petrovic bylo v roce 1939 objeveno pohřebiště z doby halštatské. Nalezené předměty byly uloženy v Milevském muzeu. V roce 1930 zde bylo evidováno 24 domů a 114 obyvatel.

## Obyvatelstvo
| Rok            | 1869 | 1880 | 1890 | 1900 | 1910 | 1921 | 1930 | 1950 | 1961 | 1970 | 1980 | 1991 | 2001 | 2011 | 2021 |
| -------------- | ---- | ---- | ---- | ---- | ---- | ---- | ---- | ---- | ---- | ---- | ---- | ---- | ---- | ---- | ---- |
| Počet obyvatel | 183  | 151  | 122  | 108  | 119  | 119  | 114  | 82   | 77   | 59   | 52   | 33   | 39   | 30   | 55   |
| Počet domů     | 21   | 22   | 23   | 23   | 25   | 24   | 24   | 26   | 25   | 21   | 20   | 15   | 29   | 31   | 32   |

## Obecní správa
Při sčítání lidu v letech 1850–1963 Březí bylo osadou obce Přeborov v okrese Milevsko. Od roku 1964 je částí obce Zhoř v okrese Písek.

## Zajímavost
Nedaleko od obce se nachází vrch zvaný Větrník. Název Na Větrníku je odvozený od jediného větrného mlýna na Milevsku, který zde stával. V první polovině. 19. století zde byl postavený místním občanem větrný mlýn po způsobu větrných mlýnů z Holandska. I přes to, že mlýn byl ziskový a funkční, šlo o panský majetek a tak částka, která byla za jeho prodej požadována, byla neúměrně na tu dobu vysoká. Mlýn byl roku 1850 zrušený.

## Pamětihodnosti
- Kaple na návsi pochází z konce 19. století. Před kaplí se nachází kamenný kříž reliéfně zdobený motivem kalicha a srdce.[11]
- Novější výklenková kaple ve vesnici je z roku 1999 a nachází se v ulici Pod Liščí horou.[12]
- Celokamenný kříž bez korpusu Kristova těla se nalézá před těsně vsí u silnice vedoucí do Milevska, mezi vzrostlými stromy. Vročení kříže 1878.[13]
- Další celokamenný kříž se nachází za vesnicí, také u stejné komunikace do Milevska za rybníčkem.

## Galerie

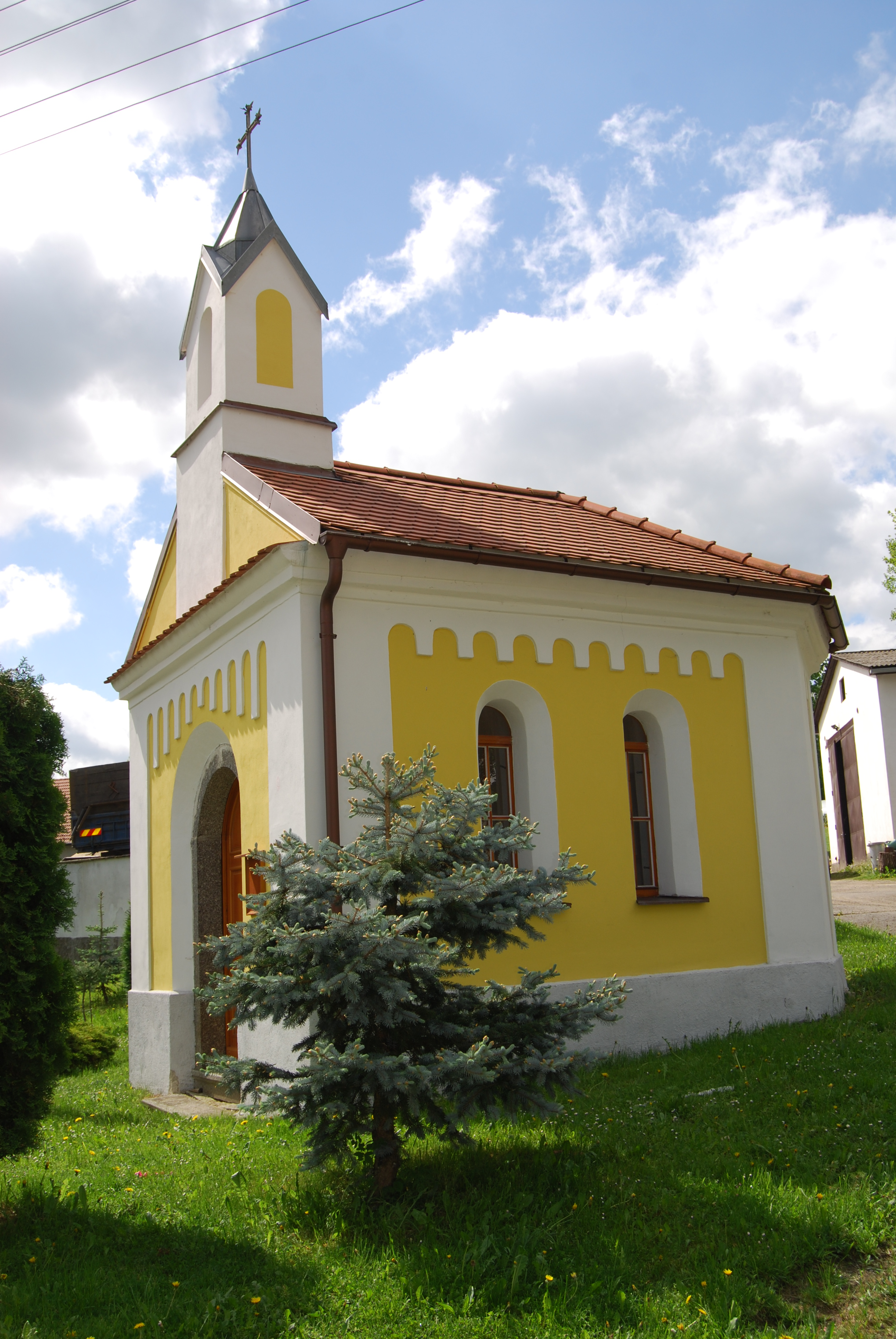
Návesní kaple
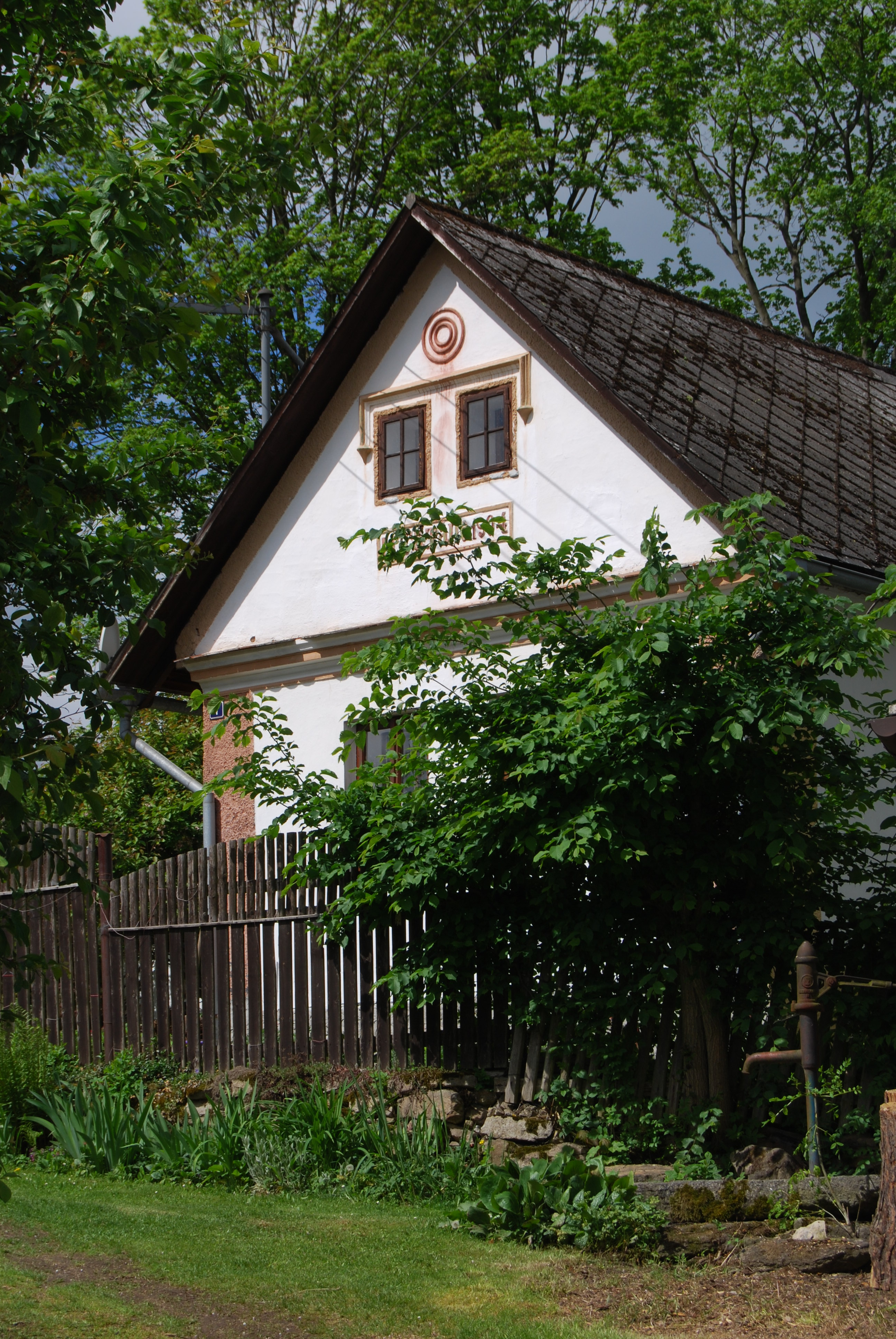
Usedlost ve vsi
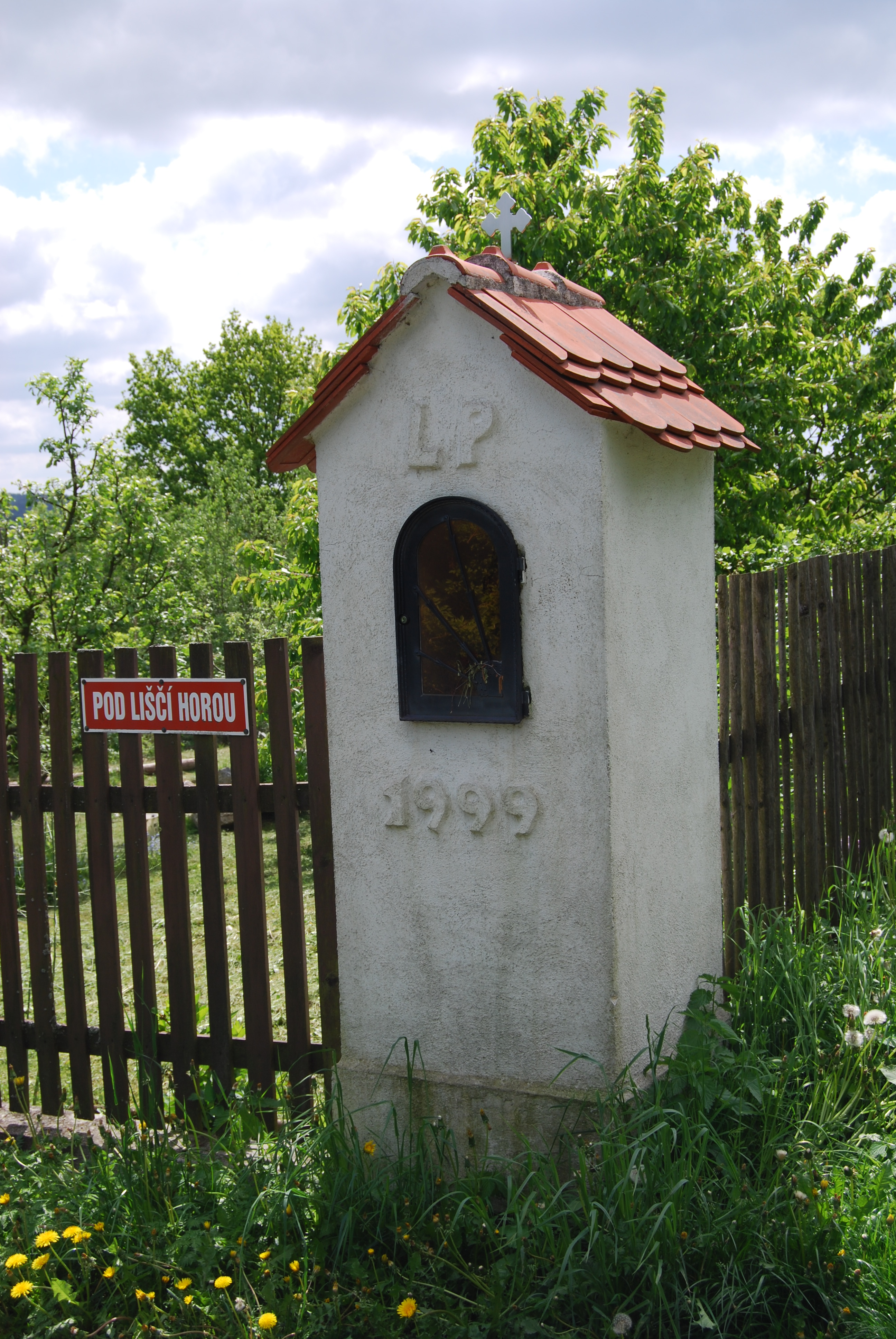
Novější výklenková kaple z roku 1999
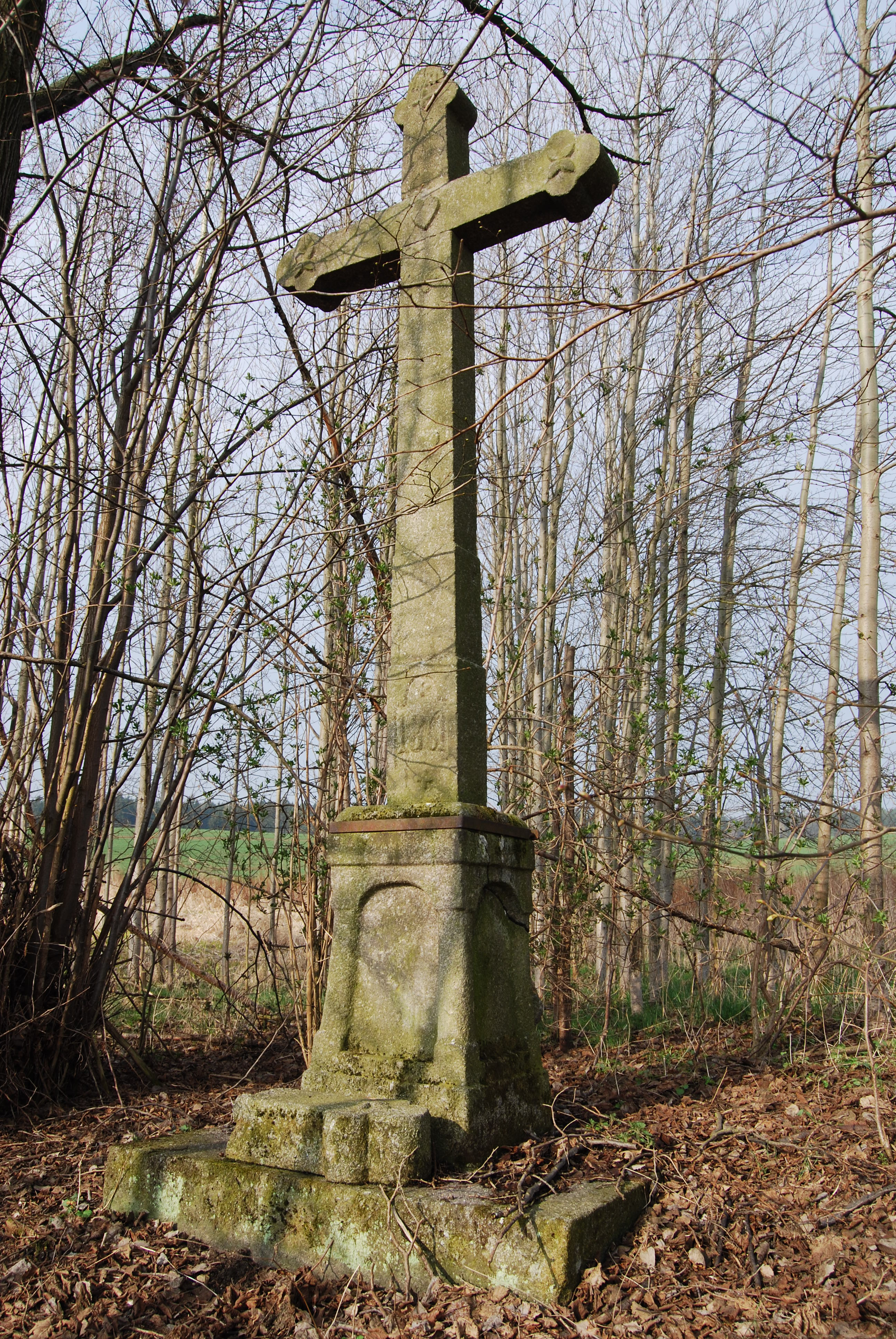
Kříž nedaleko vesnice